# Gertrud von Ungern
Gertrud von Ungern, död 1649, var en finländsk godsägare. 
Gertrud von Ungern fick som änka efter den livländske adelsmannen och krigshjälten Henrik Wrede (Heinrich von Wrede zu Wredenhof) flera jordförläningar i Finland som erkännande för att hennes make hade räddat konungen Karl den IX:s liv under slaget vid Kirkholm där Henrik Wrede  gav sin häst åt konungen som därmed kunde sätta sig i säkerhet. Själv stupade Henrik Wrede. I Finland  grundade hon flera herrgårdar, bland dem Peippola herrgård, och var en av Finlands mest betydande jordägare under sin tid. Hon kom från Livland där bönderna levde i livegenskap, och blev känd i Finland för sin grymma behandling av bönderna. 